# Trần Nhân Tông
Trần Nhân Tông, né sous le nom Trần Khâm en 1258 et mort en 1308, est l'empereur du Đại Việt (ancêtre du Viêt Nam) de 1278 à 1293 et le troisième représentant de la dynastie Trần.

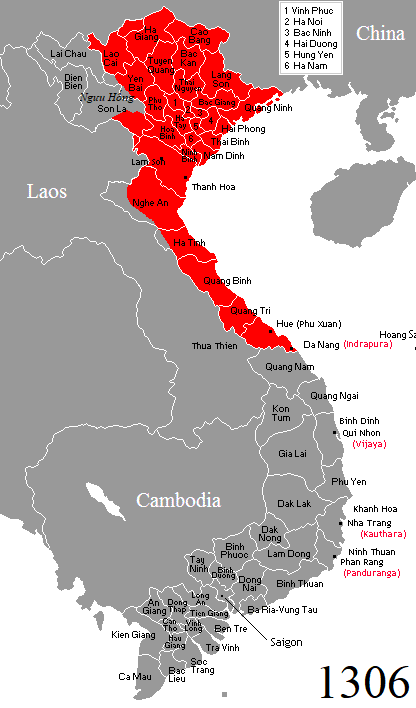
Vietnam vers 1306.

Un lavis réalisé en 1363 représenant Trần Nhân Tông quittant la montagne. L'empereur est devenu un moine. Un nouvel empereur, Trần Anh Tông, l'accueille. Plus de 80 hommes et au moins un éléphant sont représentés sur cette œuvre.

## Biographie
Trần Nhân Tông est le fils de Trần Thánh Tông, le deuxième Empereur de la dynastie Trần. Empereur du Đại Việt de 1278 à 1293. IL est connu pour avoir combattu avec succès les Mongols.
En 1293, il abdique en faveur de son fils Trần Anh Tông, devient alors moine et fonde l’École bouddhique Trúc Lâm (en) (la forêt de bambou). En 1301, il part résider pendant neuf mois à la cour du roi Jaya Simhavarman III du Champa, auquel il promet de donner sa fille, la princesse Huyền Trân comme épouse.
La quête monastique de l'empereur Tràn Nhân Tông, troisième de la dynastie Tràn, nous conte l'épopée d'un souverain pas comme les autres. Vainqueur de guerres décisives, ce monarque choisit un destin inattendu : troquer sa couronne pour la robe de moine. À Yen Tu, il fonda au XIIIe siècle l'école de bouddhisme Trúc Lâm, marquant ainsi la naissance du bouddhisme zen vietnamien.